# Ryan Dennick
Ryan Dennick (né le 10 janvier 1987 à North Olmsted, Ohio, États-Unis) est un lanceur de relève gaucher qui a joué pour les Reds de Cincinnati dans la Ligue majeure de baseball en 2014.

## Carrière
Joueur des Golden Eagles de Tennessee Tech, Ryan Dennick est repêché au 22e tour de sélection par les Royals de Kansas City en 2009. Il amorce sa carrière en ligues mineures dans l'organisation des Royals et passe aux Reds de Cincinnati le 6 décembre 2012 lors du repêchage de règle 5,.
Dennick fait ses débuts dans le baseball majeur avec Cincinnati le 2 septembre 2014.